# Paradorydium pungens
Paradorydium pungens är en insektsart som beskrevs av Rauno E. Linnavuori 1979. Paradorydium pungens ingår i släktet Paradorydium och familjen dvärgstritar. Inga underarter finns listade i Catalogue of Life.